# Бердер, Сесилия
Сесилия Бердер (фр. Cécilia Berder, р.13 декабря 1989) — французская фехтовальщица-саблистка, призёр чемпионатов мира и Европы, многократная чемпионка Франции.

## Биография
Родилась в 1989 году в Морле. С детства занялась спортом, сначала увлеклась альпинизмом, но затем сосредоточилась на фехтовании. После окончания школы стала тренироваться в Центре для перспективных молодых спортсменов в Орлеане, в 2007 году завоевала бронзовую медаль Чемпионата Европы среди юниоров.
В 2009 году стала серебряным призёром чемпионата мира. На чемпионате мира 2010 года стала обладательницей бронзовой медали. В 2014 году завоевала серебряные медали чемпионатов мира и Европы. В 2015 году стала серебряным призёром чемпионата мира. В 2016 году завоевала серебряную медаль на чемпионате Европы в командных соревнованиях. В 2017 году на чемпионате Европы Сесилия заняла третье место в командном первенстве, а затем стала бронзовым призёром мирового чемпионата в личной и командной сабле. В следующем году француженка выиграла первую личную медаль на чемпионатах Европы, став серебряным призёром, а также во второй раз подряд стала третьей в командных соревнованиях.